# Miss Charity
Miss Charity é um filme mudo de romance britânico de 1921, dirigido por Edwin J. Collins e estrelado por Margery Meadows, Dick Webb e Joan Lockton. Foi baseado em um romance de Keble Howard.

## Elenco
- Margery Meadows ... Charity Couchman
- Dick Webb ... John Coghill
- Joan Lockton ... Philippe
- Ralph Forster ... Reverend Couchman
- James Read ... Crazy Jim